# Tilia mongolica
« Tilleul » redirige ici. Pour les autres significations, voir Tilleul (homonymie).
Espèce
Classification phylogénétique
Tilia mongolica  Maxim., le Tilleul de Mongolie, a été découvert par le Père David en 1864 et introduit en occident en 1880. L'arbre vient de Mongolie, de l'est de la Russie et du nord de la Chine. Il pousse entre 1 200 et 2 200  m d'altitude.

## Histoire de la nomenclature

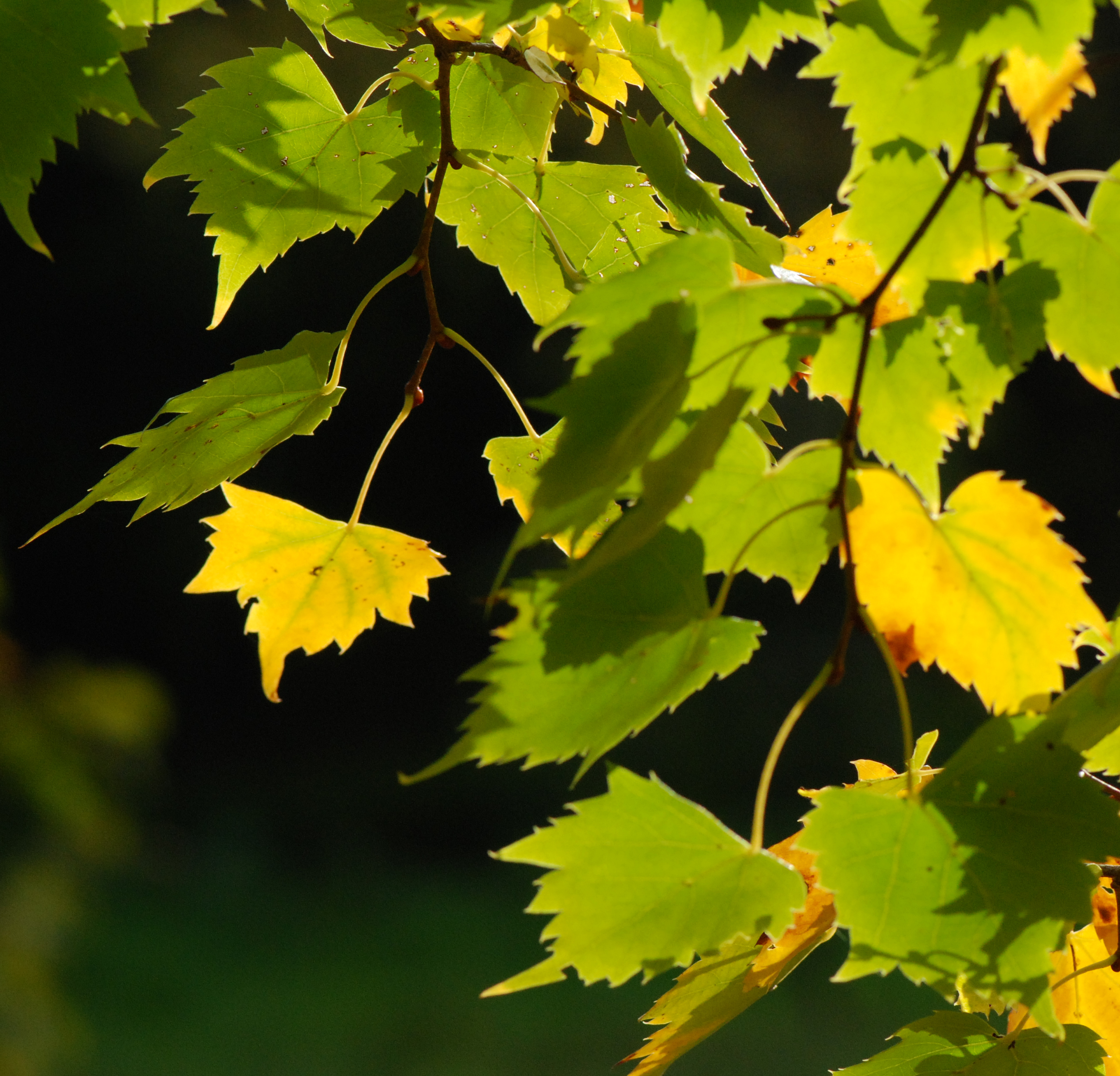
Tilia mongolica, feuilles d’automne (Arboretum du Breuil, Paris)

Le père David, missionnaire lazariste et éminent botaniste et zoologiste, passe plusieurs mois durant l’année 1863, à explorer les monts Baihua (百花山 baihua shan « mont des cent fleurs ») à une centaine de kilomètres à l’ouest du centre de Pékin. Il y récolte des spécimens de Tilia mongolica, toujours visibles sur les planches d’herbier du Muséum national d’histoire naturelle.
Trois ans plus tard, arrive à la légation russe de Pékin, Emil Bretschneider un médecin sinologue, Germano-Balte qui va se passionner pour les textes chinois sur les plantes et l’histoire de la découverte de la flore chinoise par les Européens. Il publiera en 1898, un ouvrage historique exhaustif en deux volumes sur le sujet,. Il collecta des graines de Tilia mongolica dans les monts Baihua qu’il envoya à divers jardins botaniques. Elles arrivèrent au Jardin des plantes de Paris en 1880 et à l’Arboretum Arnold de Boston en 1882. Elles germèrent au Jardin des plantes de Paris et donnèrent un arbre qui fleurit pour la première fois en 1896 et en 1904, quelques-unes de ses graines furent envoyées aux Jardins botaniques royaux de Kew à Londres. Un des arbres issus de ses graines existait encore à Kew dans les années 2010.
La première description scientifique de Tilia mongolica est l’œuvre d’un autre Germano-Balte, Carl Maximowicz, qui fit plusieurs expéditions pour collecter des plantes en Sibérie, en Chine et au Japon. Sa description est publiée en 1880 dans le Bulletin de l'Académie impériale des sciences de Saint-Pétersbourg.

## Description

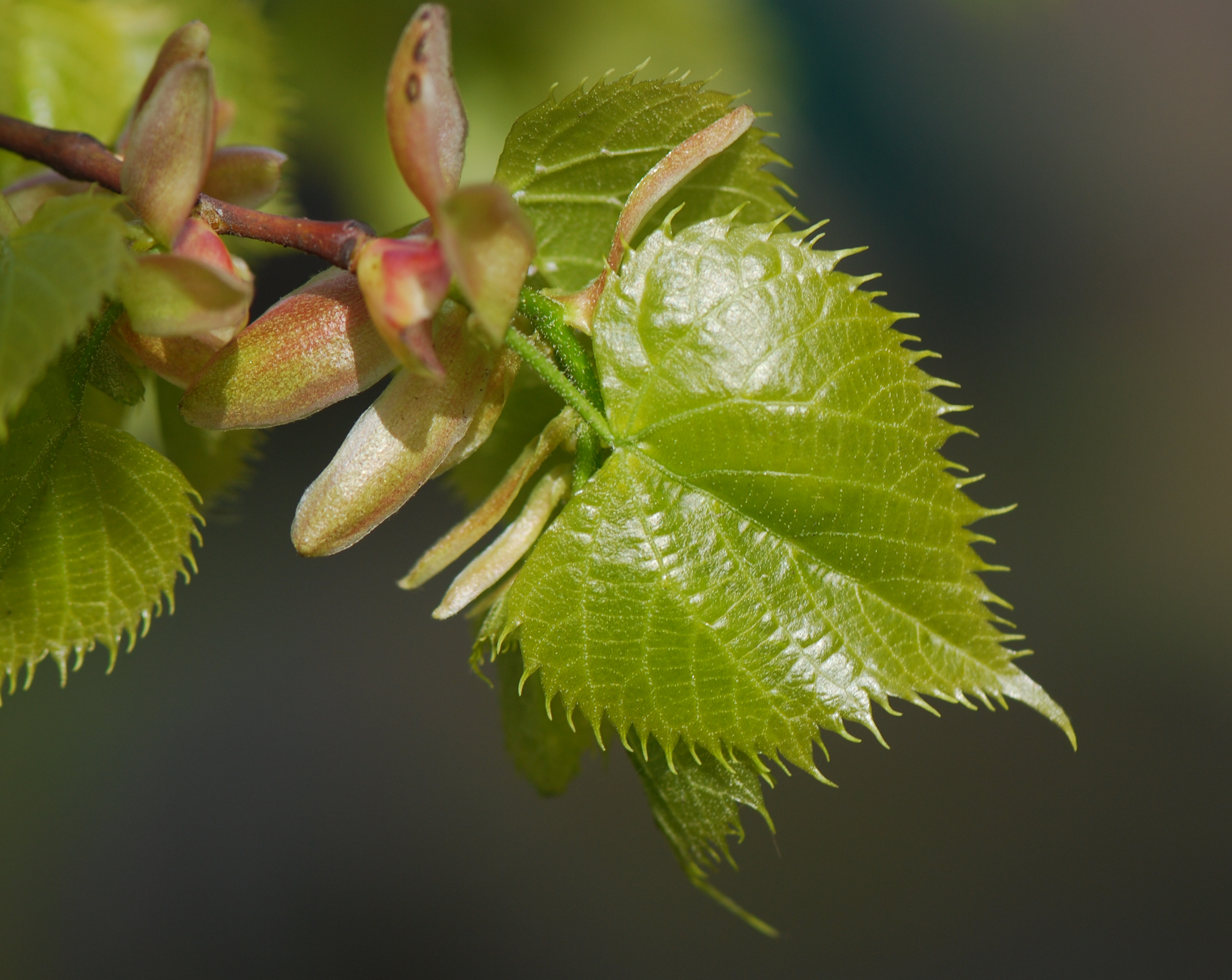
Jeunes feuilles

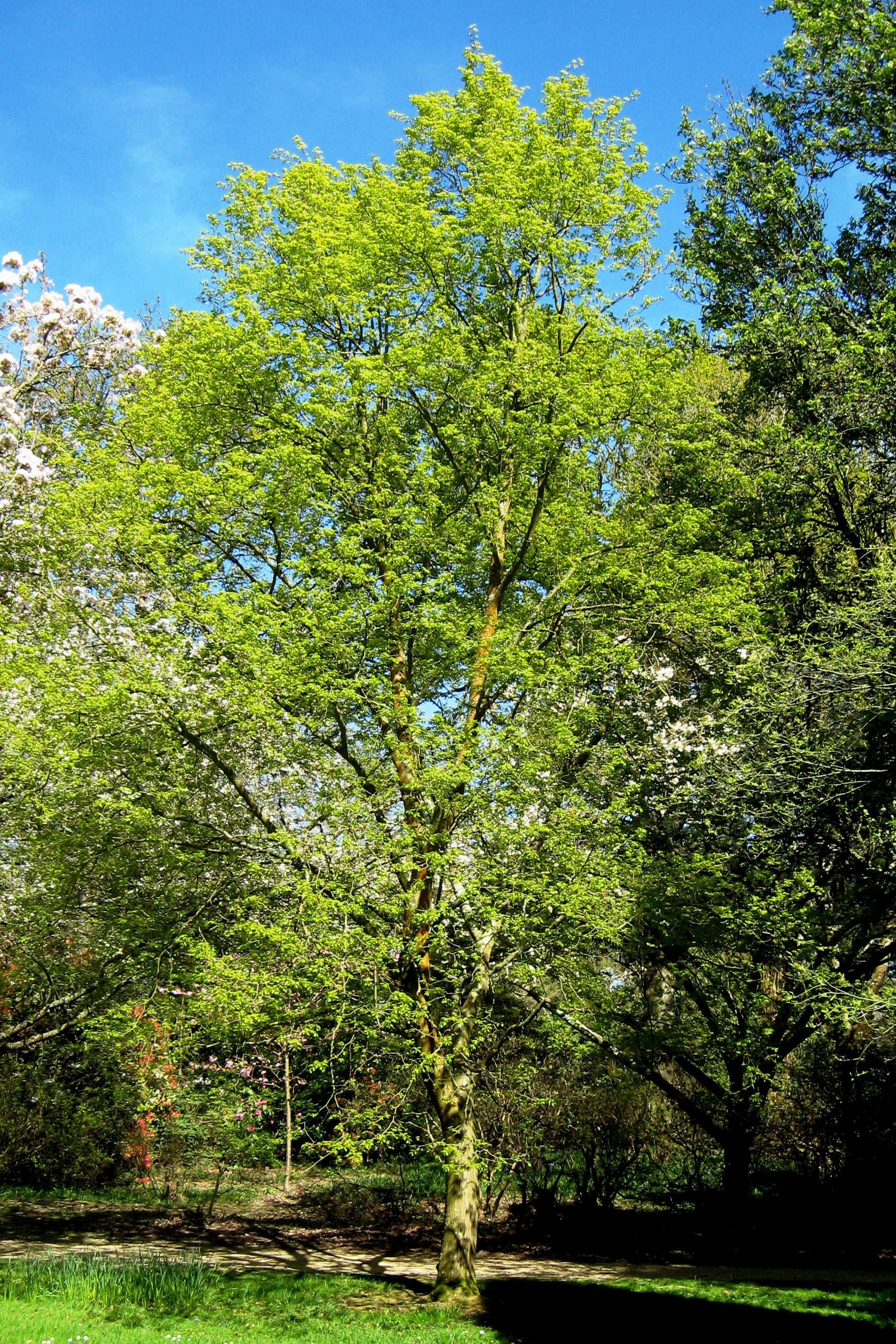
Tilleul de Mongolie à Exbury, (Royaume-Uni).

Le Tilleul de Mongolie est un petit arbre de croissance lente à feuilles caduques , de forme arrondie et compacte, atteignant  moins de  10 m de hauteur. Ses feuilles font de 4 à 7.5 cm de long, elles sont dentelées, d’apex acuminé et présentent de 3 à 5 lobes. Elles sont de taille plus petite que celles du Tilia henryana, toutefois assez semblables.
La forme et la couleur des feuilles a valu également le nom de tilleul à feuilles de vigne à cet arbre aux bractées très courtes et aux fleurs nombreuses qui s'épanouissent en juillet. L’inflorescence est une cyme de 6 à 12 fleurs avec une bractée adnée au pédoncule.
Au débourrage, elles sont de couleur bronze, passant au vert brillant en été puis au jaune éclatant à l'automne (ce qui a valu à l'arbre son nom de « citronnier »). Les fleurs d'un blanc verdâtre apparaissent entre juin et juillet.

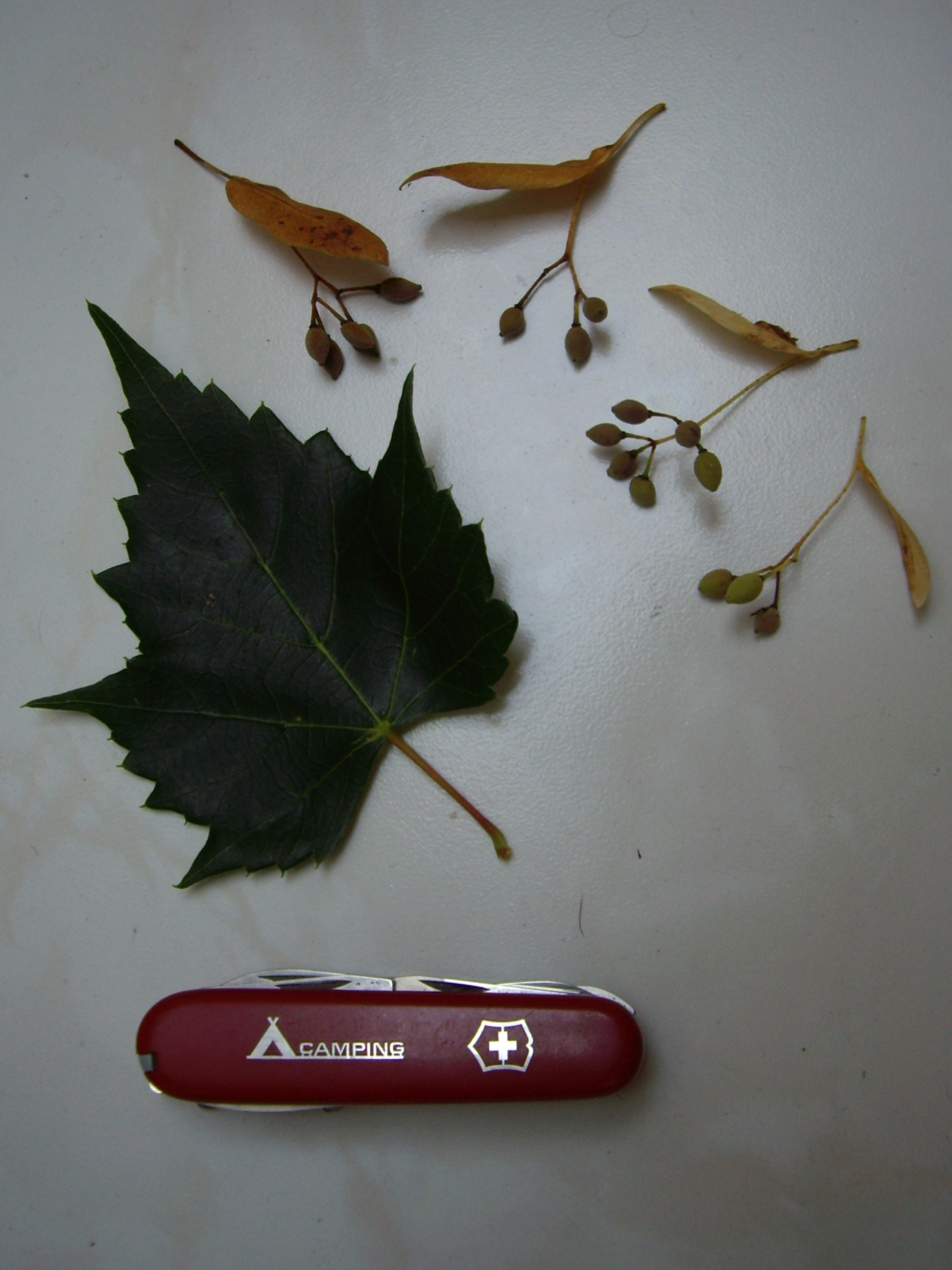
La feuille est de taille modeste.

## Distribution
Tilia mongolica croît en Chine dans les provinces de Mongolie intérieure, Hebei, Henan, Liaoning et Shanxi.

## Arbres notables
Un spécimen a été planté en 1983 dans les jardins d'Exbury dans le Hampshire, au Royaume-Uni.
En France, des spécimens se trouvent sur l'Île aux cygnes et aussi à l’Arboretum de l’école du Breuil de Paris.